# Crispatotrochus inornatus
Crispatotrochus inornatus är en korallart som beskrevs av Tenison Woods 1878. Crispatotrochus inornatus ingår i släktet Crispatotrochus och familjen Caryophylliidae. Inga underarter finns listade i Catalogue of Life.